# Věra Straškrabová
Věra (či Viera) Straškrabová, rozená Prokešová (* 27. května 1934 Bratislava) je bývalá pracovnice Hydrobiologického ústavu AV ČR. Zabývala se mikrobiologií, studiem ekosystémů a samočisticími procesy povrchových vod. Je zakladatelkou české školy mikrobiální ekologie vody, podílela se na založení Přírodovědecké fakulty Jihočeské univerzity v Českých Budějovicích.

## Životopis
Vystudovala Přírodovědeckou fakultu Univerzity Karlovy v Praze, kde se již v prvním ročníku zaměřila na hydrobiologii. Během své odborné kariéry publikovala více než sto původních odborných prací v renomovaných vědeckých časopisech a monografiích, přednášela na mnoha mezinárodních konferencích, z nichž některé i spolupořádala. V 90. letech byla ředitelkou Hydrobiologického ústavu AV ČR v Českých Budějovicích a spoluzakládala Jihočeskou univerzitu, kde poté léta vyučovala a vedla studenty. Zúčastnila se mnoha vědeckých projektů národních i mezinárodních. Vždy aktivně pracovala na převádění výsledků svého výzkumu do praxe, a předávání znalostí studentům. Manžel Milan Straškraba byl také hydrobiolog. Aktivně pracovala v mezinárodních vědeckých společnostech – International Society of Limnology, International Association on Water Quality (IAWQ) a také spoluzakládala síť dlouhodobého výzkumu ekosystémů v ČR (Long Term Ecological Research Network, LTER), kde je dodnes čestnou členkou. Byla aktivní členkou České limnologické společnosti a stála u zrodu České společnosti pro ekologii. Přednášela na českých i zahraničních univerzitách (např. Waterloo, Kanada a Porto, Portugalsko).
Již v době svých studií se stala členkou intelektuální skupiny Čtvrtá dimense, jejíž aktivit se poté zúčastňovala až do roku 2004.
V roce 1998 obdržela Čestnou oborovou medaili G. J. Mendela za zásluhy v biologických vědách, v roce 2009 pak byla nominována na cenu Milady Paulové a ve stejný rok obdržela rovněž medaili Za zásluhy města České Budějovice za celoživotní aktivity v oblasti kvality vody v řekách a údolních nádržích. Vždy žila aktivním životem, má ráda cestování a hory, a mnoho jejích projektů probíhalo na horských jezerech, ale i ve Skandinávii. Miluje hudbu a je známá krásným zpěvem lidových písní, které sama doprovází na klavír.

## Ocenění díla
- Cena Milady Paulové[5]
- Medaile G. J. Mendela[3]
- Medaile Za zásluhy města České Budějovice[6]